# Antonella Bellutti
Antonella Bellutti (Bozen, Trentino - Alto Adige, 7 de novembre de 1968) és una ciclista italiana, ja retirada.
Especialitzada en el ciclisme en pista, concretament en la persecució. Del seu palmarès destaca, sobretot, les dues medalles d'or olímpiques. El 1996 en Persecució individual, i el 2000 en Puntuació. El 2002 va participar en els Jocs Olímpics d'hivern a la prova de Bobs a 2 on va acabar 7a.

## Palmarès en pista
- 1994
  -  Campiona d'Itàlia en Persecució
- 1995
  -  Campiona d'Itàlia en Persecució
  -  Campiona d'Itàlia en 500 m.
- 1996
  -  Medalla d'or als Jocs Olímpics de 1996 en Persecució
  -  Campiona d'Itàlia en Persecució
  -  Campiona d'Itàlia en 500 m.
- 1997
  - Campiona d'Europa en Òmnium Endurance
  -  Campiona d'Itàlia en Persecució
  -  Campiona d'Itàlia en 500 m.
  -  Campiona d'Itàlia en Puntuació
  -  Campiona d'Itàlia en Velocitat
- 1998
  -  Campiona d'Itàlia en Persecució
  -  Campiona d'Itàlia en 500 m.
- 1999
  -  Campiona d'Itàlia en 500 m.
  -  Campiona d'Itàlia en Puntuació
- 2000
  -  Medalla d'or als Jocs Olímpics del 2000 en Puntuació
  -  Campiona d'Itàlia en Persecució
  -  Campiona d'Itàlia en 500 m.
  -  Campiona d'Itàlia en Velocitat

### Resultats a laCopa del Món
- 1995
  - 1a a Manchester, en Persecució
- 1996
  - 1a a Cali i Atenes, en Persecució
  - 1a a Cali, en 500 m.
- 1997
  - 1a a Cali, Fiorenzuola d'Arda, Quartu Sant'Elena i Adelaida en Persecució
  - 1a a Cali, Quartu Sant'Elena i Atenes en Puntuació
- 1998
  - 1a a Cali, en Puntuació
  - 1a a Cali, en Persecució
- 1999
  - 1r a la Classificació general, en Puntuació
- 2000
  - 1r a la Classificació general i a la prova de Ciutat de Mèxic, en Persecució
  - 1r a la Classificació general, en Puntuació

## Palmarès en ruta
- 1997
  - Vencedora d'una etapa al Giro del Trentino
- 1998
  - Vencedora d'una etapa al Giro del Trentino
  - Vencedora d'una etapa al Giro de Toscana-Memorial Michela Fanini